# Université Nicolas-Copernic

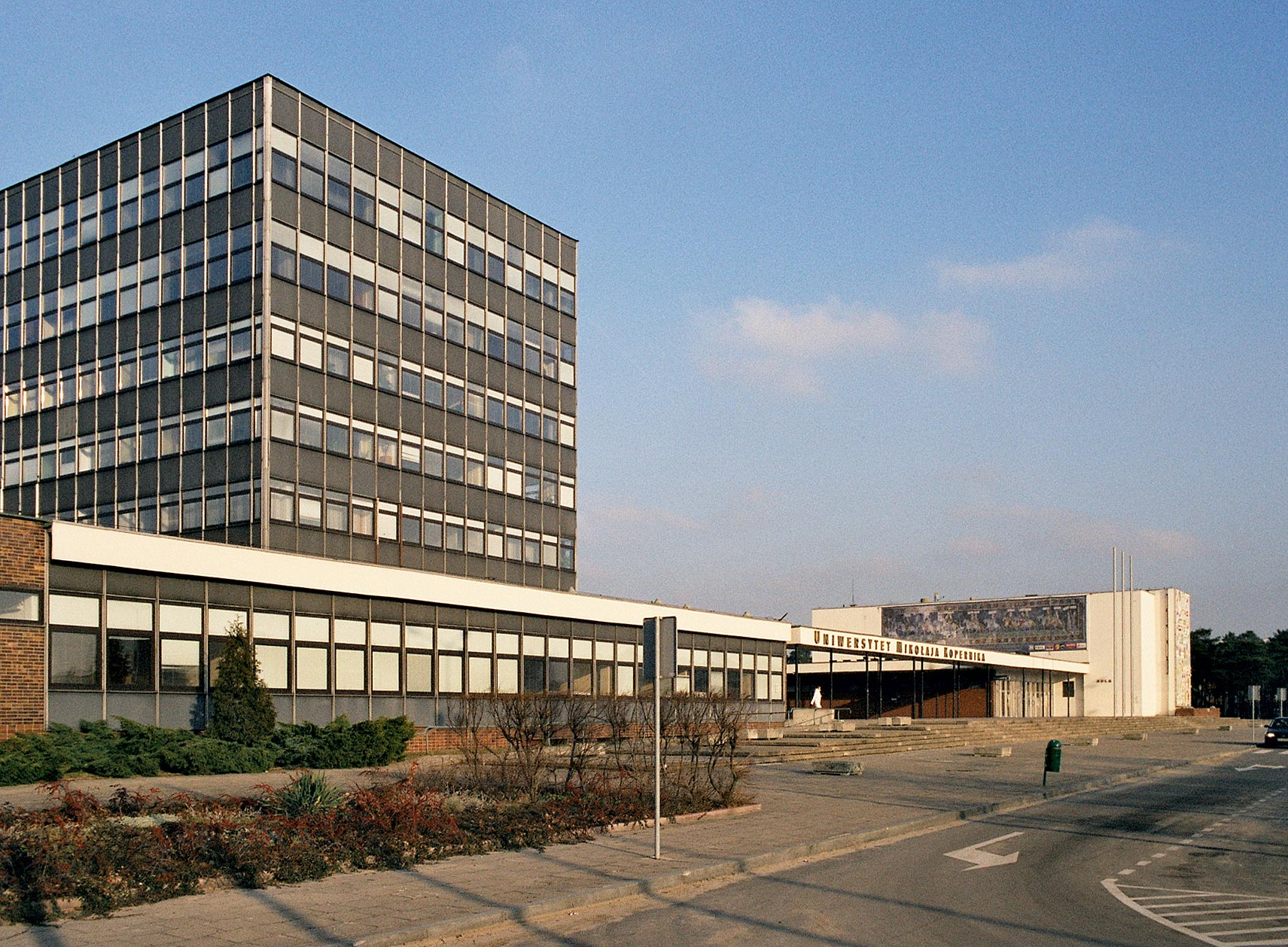
L'université Nicolas-Copernic de Toruń

L'université Nicolas-Copernic (en polonais : Uniwersytet Mikołaja Kopernika w Toruniu; UMK) est un établissement public d'enseignement supérieur et de recherche situé à Toruń dans la voïvodie de Couïavie-Poméranie en Pologne.
L'université porte le nom de Nicolas Copernic, né dans la ville (alors en territoire prussien et nommée Thorn en allemand) en 1473. 
À sa création en 1946, le corps professoral est majoritairement issu de l'université Étienne Bathory de Wilno, devenue soviétique à l'issue de la Seconde Guerre mondiale.
En 2017, Times Higher Education a classé l'université dans la catégorie 801-1000 dans le monde.

## Personnel enseignant
L'université compte 475 professeurs, plus de 800 maîtres de conférence et plus de 2 300 enseignants soit un total de plus de 4 100 membres du personnel.

## Étudiants
L'université compte près de 21 000 étudiants auxquels il faut ajouter plus de 17 000 étudiants extra-muros et près de 2 700 étudiants en cycles supérieurs ; soit un total de plus de 40 000 étudiants.

## Diplômes
L'université délivre des diplômes de licence (3 années), ingénieur (4 années), magister (5 années) et doctorat.

## Partenariats
L'université Nicolas-Copernic a des relations de coopérations avec un certain nombre d'universités étrangères, parmi lesquelles 
- l'Université d’Angers (France),
- l'Université de Padoue (Italie),
- l'Université de Ferrare (Italie),
- la Carl von Ossietzky Universität Oldenburg (Allemagne),
- l'Otto-Friedrich Universität Bamberg (Allemagne),
- l'Université de Rostock (Allemagne),
- l'Ernst-Moritz-Arndt-Universität Greifswald (Allemagne),
- la Bundeswehr Universität Munich (Allemagne),
- la Nottingham Trent University (Royaume-Uni),
- the Dominican University (Illinois) (États-Unis),
- l'Université de Cranfield (Royaume-Uni).

## Facultés

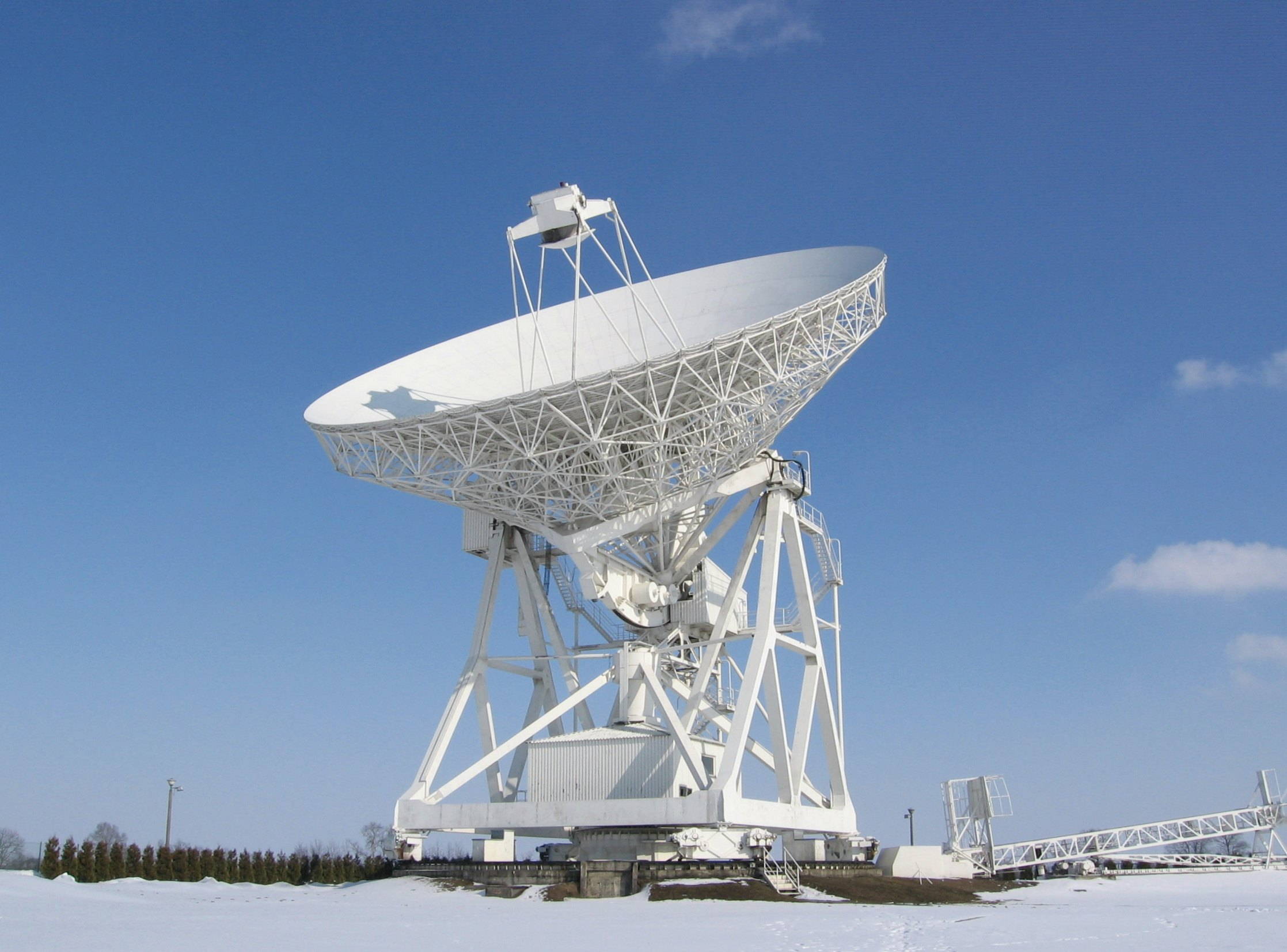
Antenne de 32 m de l'observatoire astronomique de l'université à Piwnice.

- Faculté des sciences de la vie et de la terre
- Faculté de chimie
- Faculté des sciences économiques et de gestion
- Faculté des sciences de l'éducation
- Faculté des beaux-arts
- Faculté des sciences de la santé
- Faculté d'histoire
- Faculté des sciences humaines
- Faculté des langues
- Faculté de droit et d'administration
- Faculté de mathématiques et informatique
- Faculté de médecine
- Faculté de pharmacie
- Faculté de physique, astronomie et informatique appliquée
- Faculté de théologie
- Faculté de sciences politiques et relations internationales

## Anciens élèves
- Zbigniew Herbert
- Maciej Konacki
- Aleksander Wolszczan
- Joanna Scheuring-Wielgus
- Tomasz Orłowski

## Professeurs
- Roman Ingarden
- Aleksander Wolszczan